# Batalha da Fogueira de Holmes
A Batalha da Fogueira de Holmes foi uma incursão militar surpresa ao estuário de Vliestroom nos Países Baixos, executado pela marinha Britânica com a ajuda do capitão holandês Laurens Heemskerck.  O evento ocorreu em 19 e 20 de Agosto de 1666.  O ataque, nomeado em homenagem ao almirante Robert Holmes, foi bem sucedido em destruir uma frota de 130 navios mercantes Holandeses.